# Itinerarium

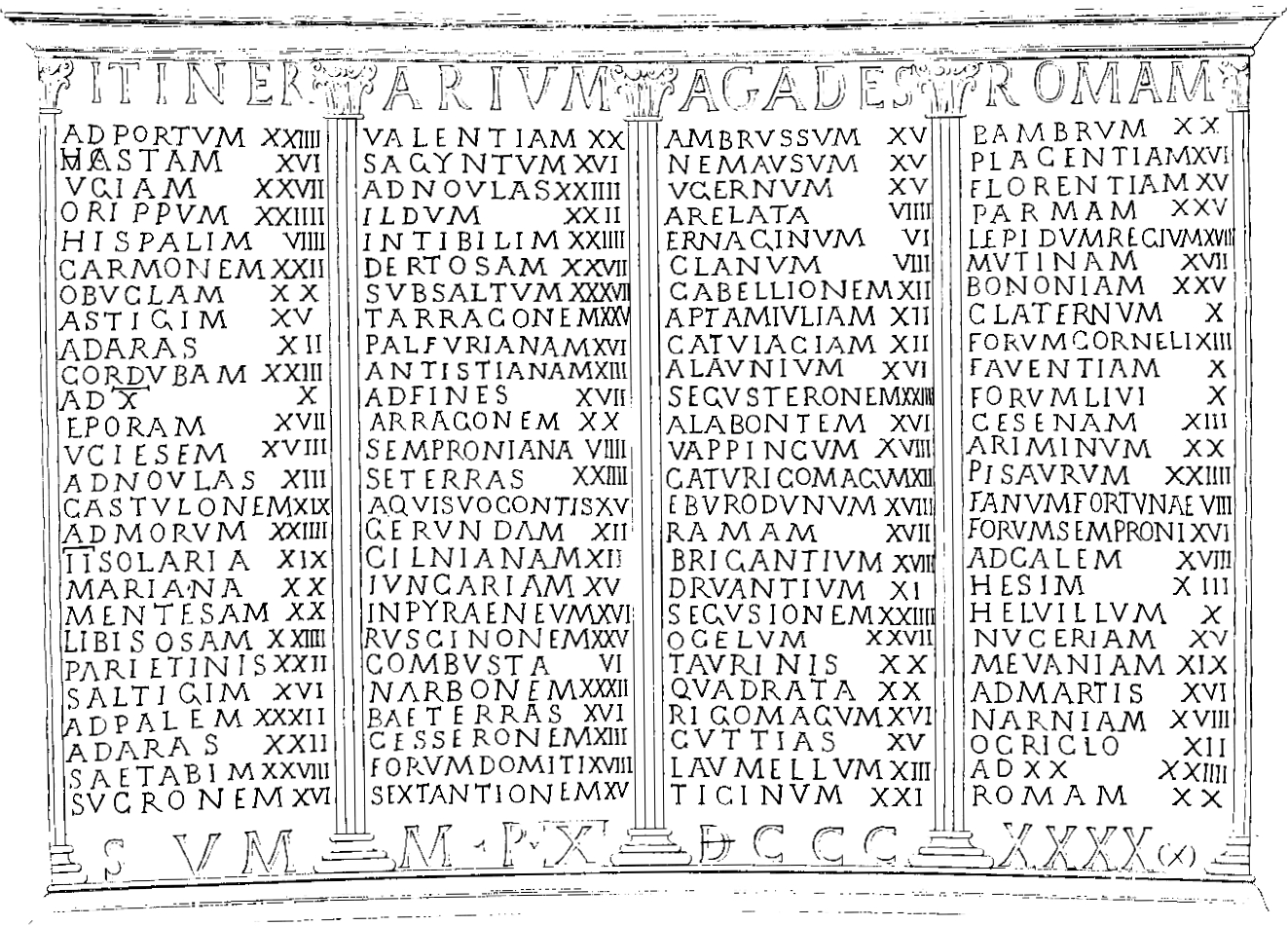
Les gobelets de Vicarello.

Un itinerarium (pluriel : itineraria) est une liste d'étapes de l'Antiquité romaine qui se présente sous la forme de villes, de villages (vicus) et d'autres stations, avec les distances intermédiaires. Des exemples survivants sont l'itinéraire d'Antonin, les gobelets de Vicarello ou l'itinéraire du pèlerin de Bordeaux à Jérusalem. La table de Peutinger (Peutingeriana Tabula Itineraria) est un recueil d'itinéraires assemblés en carte.
En général, les Romains et les anciens voyageurs n'utilisaient pas de cartes. Elles existaient peut-être en tant que documents spécialisés dans certaines bibliothèques, mais elles étaient difficiles à copier et n'étaient pas d'usage courant. Sur le réseau routier romain, cependant, le voyageur devait avoir une idée de l'endroit où il se rendait, de la façon de s'y rendre et du temps qu'il lui faudrait. L'itinerarium répondait à ce besoin. À l'origine, il s'agissait simplement d'une liste de villes situées le long d'une route : « à la base, les itinéraires impliquent la transposition des informations données sur les bornes, qui faisaient partie intégrante des grandes voies romaines, dans un script écrit ». Il n'y avait qu'un pas entre les listes et les listes maîtresses. Pour trier les listes, les Romains dessinent des plans de lignes parallèles montrant les embranchements des routes. Des parties de ces lignes sont copiées et vendues dans les rues. Les meilleurs symboles étaient ceux des villes, des haltes, des cours d'eau. Les cartes ne représentent pas les reliefs ; elles servent de simples plans schématiques pour l'utilisateur.
Selon la Cosmographie d'Aethicus Ister, au VIIIe siècle, le gouvernement romain aurait entrepris de produire des itinéraires principaux de toutes les routes romaines. Jules César et Marc Antoine auraient commandé le premier projet connu de ce type, en 44 av. J.-C. Zenodoxus, Theodotus et Polyclitus, trois géographes grecs, auraient été engagés pour étudier le système et réaliser ce projet. Cette tâche aurait alors nécessité plus de 25 ans. Le résultat serait une table d'itineraria principaux, gravée sur pierre, installée près du Panthéon à Rome, à partir duquel les voyageurs et les vendeurs d'itinéraires pouvaient en faire des copies. Toutefois, il n'existe aucune trace ou autre confirmation de cette itinerarium qui serait au mieux hypothétique.
L'archéologie a permis de découvrir des itinéraires dans des endroits inattendus. Les gobelets de Vicarello, quatre coupes en argent trouvées par des ouvriers qui creusaient des fondations, à Bracciano, en 1852, sont gravées avec les noms et les distances des stations entre Cadix et Rome.  On peut aussi mentionner, parmi d'autres, l'indicateur routier de Tongres.
Le terme itinéraire a changé de sens au fil des siècles. Il fait également référence aux guides médiévaux écrits par les voyageurs : la plupart sont des récits de pèlerinages en Terre sainte.

### Source de la traduction
- (en) Cet article est partiellement ou en totalité issu de l’article de Wikipédia en anglais intitulé « Itinerarium » (voir la liste des auteurs).